# Buffle
Pour les articles homonymes, voir Buffle (homonymie).
Bubalina
Sous-tribu
Genres de rang inférieur
- Bubalus
- Syncerus

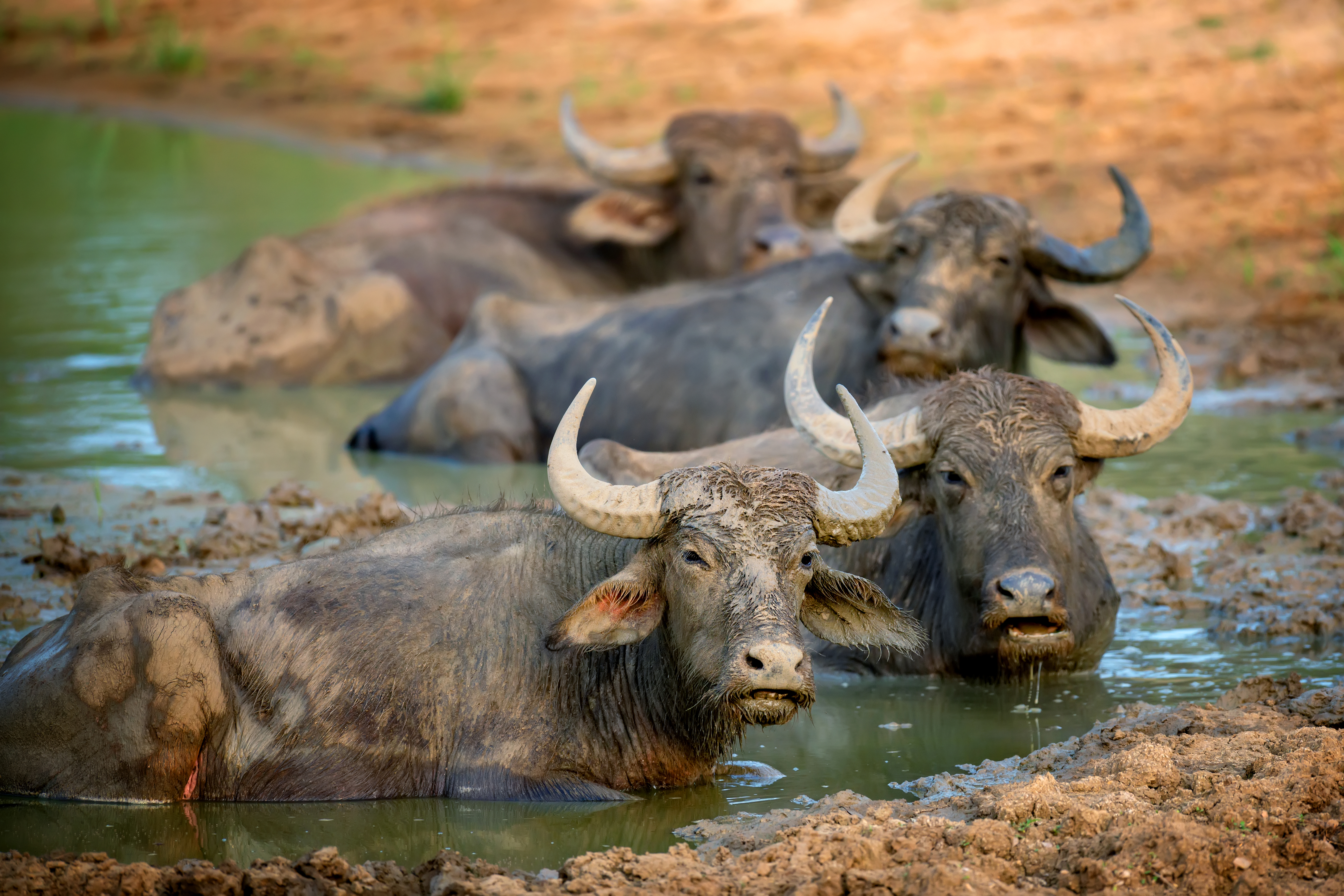
Buffles en plein wallowing dans une marre de boue dans le parc national de Yala au Sri Lanka. Novembre 2014.

Le terme Buffle s'applique à une lignée de bovins, la sous-tribu des Bubalina, qui se décompose en deux genres :
- Syncerus — les buffles d'Afrique ;
- Bubalus — les buffles d'Asie.

## Caractéristiques
Le mot « buffle », venu de l’italien bufalo, dérive du grec boúbalis « antilope », « bœuf sauvage ». Le nom de la femelle est  bufflone (graphie de Littré) ou bufflonne.
|              | Bubalina (buffles)                                                                                          |
|              | |
|              | \| Pseudorygina \| (saolas) \| \| \| (saolas) \| \| Bovina \| (bisons, bœufs…) \| \| \| (bisons, bœufs…) \| |
|              | |
| Pseudorygina | (saolas) |
|              | (saolas) |
| Bovina       | (bisons, bœufs…)                                                                                            |
|              | (bisons, bœufs…)                                                                                            |

| Pseudorygina | (saolas)         |
|              | (saolas)         |
| Bovina       | (bisons, bœufs…) |
|              | (bisons, bœufs…) |

|              | Bubalina (buffles)                                                                                          |
|              | |
|              | \| Pseudorygina \| (saolas) \| \| \| (saolas) \| \| Bovina \| (bisons, bœufs…) \| \| \| (bisons, bœufs…) \| |
|              | |
| Pseudorygina | (saolas) |
|              | (saolas) |
| Bovina       | (bisons, bœufs…)                                                                                            |
|              | (bisons, bœufs…)                                                                                            |

| Pseudorygina | (saolas)         |
|              | (saolas)         |
| Bovina       | (bisons, bœufs…) |
|              | (bisons, bœufs…) |

|              | Bubalina (buffles)                                                                                          |
|              | |
|              | \| Pseudorygina \| (saolas) \| \| \| (saolas) \| \| Bovina \| (bisons, bœufs…) \| \| \| (bisons, bœufs…) \| |
|              | |
| Pseudorygina | (saolas) |
|              | (saolas) |
| Bovina       | (bisons, bœufs…)                                                                                            |
|              | (bisons, bœufs…)                                                                                            |

| Pseudorygina | (saolas)         |
|              | (saolas)         |
| Bovina       | (bisons, bœufs…) |
|              | (bisons, bœufs…) |

|              | Bubalina (buffles)                                                                                          |
|              | |
|              | \| Pseudorygina \| (saolas) \| \| \| (saolas) \| \| Bovina \| (bisons, bœufs…) \| \| \| (bisons, bœufs…) \| |
|              | |
| Pseudorygina | (saolas) |
|              | (saolas) |
| Bovina       | (bisons, bœufs…)                                                                                            |
|              | (bisons, bœufs…)                                                                                            |

| Pseudorygina | (saolas)         |
|              | (saolas)         |
| Bovina       | (bisons, bœufs…) |
|              | (bisons, bœufs…) |

|              | Bubalina (buffles)                                                                                          |
|              | |
|              | \| Pseudorygina \| (saolas) \| \| \| (saolas) \| \| Bovina \| (bisons, bœufs…) \| \| \| (bisons, bœufs…) \| |
|              | |
| Pseudorygina | (saolas) |
|              | (saolas) |
| Bovina       | (bisons, bœufs…)                                                                                            |
|              | (bisons, bœufs…)                                                                                            |

| Pseudorygina | (saolas)         |
|              | (saolas)         |
| Bovina       | (bisons, bœufs…) |
|              | (bisons, bœufs…) |

|              | Bubalina (buffles)                                                                                          |
|              | |
|              | \| Pseudorygina \| (saolas) \| \| \| (saolas) \| \| Bovina \| (bisons, bœufs…) \| \| \| (bisons, bœufs…) \| |
|              | |
| Pseudorygina | (saolas) |
|              | (saolas) |
| Bovina       | (bisons, bœufs…)                                                                                            |
|              | (bisons, bœufs…)                                                                                            |

| Pseudorygina | (saolas)         |
|              | (saolas)         |
| Bovina       | (bisons, bœufs…) |
|              | (bisons, bœufs…) |

|              | Bubalina (buffles)                                                                                          |
|              | |
|              | \| Pseudorygina \| (saolas) \| \| \| (saolas) \| \| Bovina \| (bisons, bœufs…) \| \| \| (bisons, bœufs…) \| |
|              | |
| Pseudorygina | (saolas) |
|              | (saolas) |
| Bovina       | (bisons, bœufs…)                                                                                            |
|              | (bisons, bœufs…)                                                                                            |

| Pseudorygina | (saolas)         |
|              | (saolas)         |
| Bovina       | (bisons, bœufs…) |
|              | (bisons, bœufs…) |

|              | Bubalina (buffles)                                                                                          |
|              | |
|              | \| Pseudorygina \| (saolas) \| \| \| (saolas) \| \| Bovina \| (bisons, bœufs…) \| \| \| (bisons, bœufs…) \| |
|              | |
| Pseudorygina | (saolas) |
|              | (saolas) |
| Bovina       | (bisons, bœufs…)                                                                                            |
|              | (bisons, bœufs…)                                                                                            |

| Pseudorygina | (saolas)         |
|              | (saolas)         |
| Bovina       | (bisons, bœufs…) |
|              | (bisons, bœufs…) |

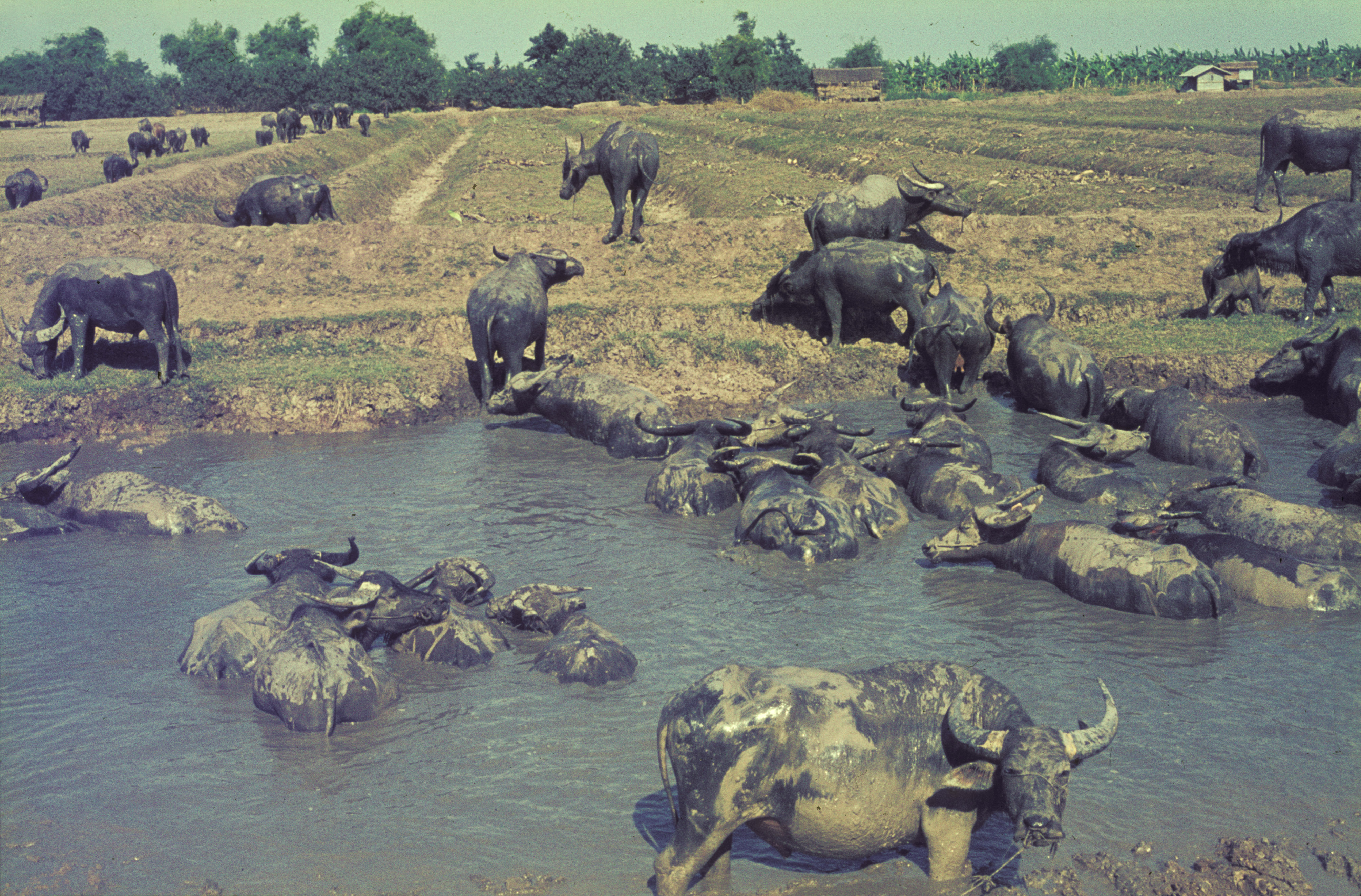
Buffles d'Asie (Bubalus bubalis près de Bangkok en 1965.

Les buffles sont issus d'une souche commune qui est asiatique. Au cours des siècles sont apparues des différences si bien qu'aujourd'hui il existe deux grandes lignées : les buffles d'Asie et les buffles d'Afrique, constituant respectivement les genres Bubalus (Hamilton Smith, 1827) et Syncerus (Hodgson, 1847).
Près d'un million de buffles vivent sur le continent africain, dont les trois quarts dans des aires protégées du sud du Sahara jusqu'à la limite de l'Afrique australe.
Le buffle a été domestiqué en Asie et une souche a été importée en Europe, que l'on nomme buffle méditerranéen.
Les mâles adultes pèsent de 700 à 900 kg, contre 500 kg en moyenne pour les bufflones. Les mâles mesurent 1,70 mètre au garrot pour une longueur du corps de 3,50 mètres. Les bufflones mesurent 1,40 mètre au garrot pour une longueur du corps de 2,50 mètres.
Les seuls prédateurs des buffles sont le tigre en Asie et le lion en Afrique ; ces derniers s'attaquent uniquement à des individus vulnérables comme les jeunes, âgés ou malades. Grands, forts et musclés, les buffles peuvent courir très vite et faire des pointes à 30 km/h pour les mâles les plus massifs, jusqu'à 55 km/h pour les bufflones, plus légères. Moins rapides que d'autres herbivores, ils sont très puissants et se défendent en chargeant avec leurs cornes. Les buffles d'Afrique sont grégaires, irascibles et très dangereux, pouvant tuer des lions ou des chasseurs.

## Espèces
Ce sont des ruminants appartenant à la sous-famille des bovinae (bovins)
Il existe deux genres :
- Bubalus (Hamilton Smith, 1827) — Buffle d'Asie.
  - Bubalus bubalis (Linnaeus, 1758) — Buffle domestique
  - Bubalus depressicornis (Hamilton Smith, 1827) — Anoa des plaines.
  - Bubalus mephistopheles (Hopwood, 1925).
  - Bubalus mindorensis (Heude, 1888) — Tamarau.
  - Bubalus quarlesi (Ouwens, 1910) — Anoa des montagnes.
- Syncerus (Hodgson, 1847) — Buffle d'Afrique.
  - Syncerus caffer (Sparrman, 1779) — Buffle d'Afrique.
    - Syncerus caffer caffer — Buffle du Cap ou buffle de Cafrerie.
    - Syncerus caffer aequinoctialis — Buffle équinoxial.
    - Syncerus caffer nanus — Buffle de forêt ou buffle nain

## Aspects culturels
Les dix tableaux du « dressage du buffle » sont un thème iconographique bouddhiste commun.

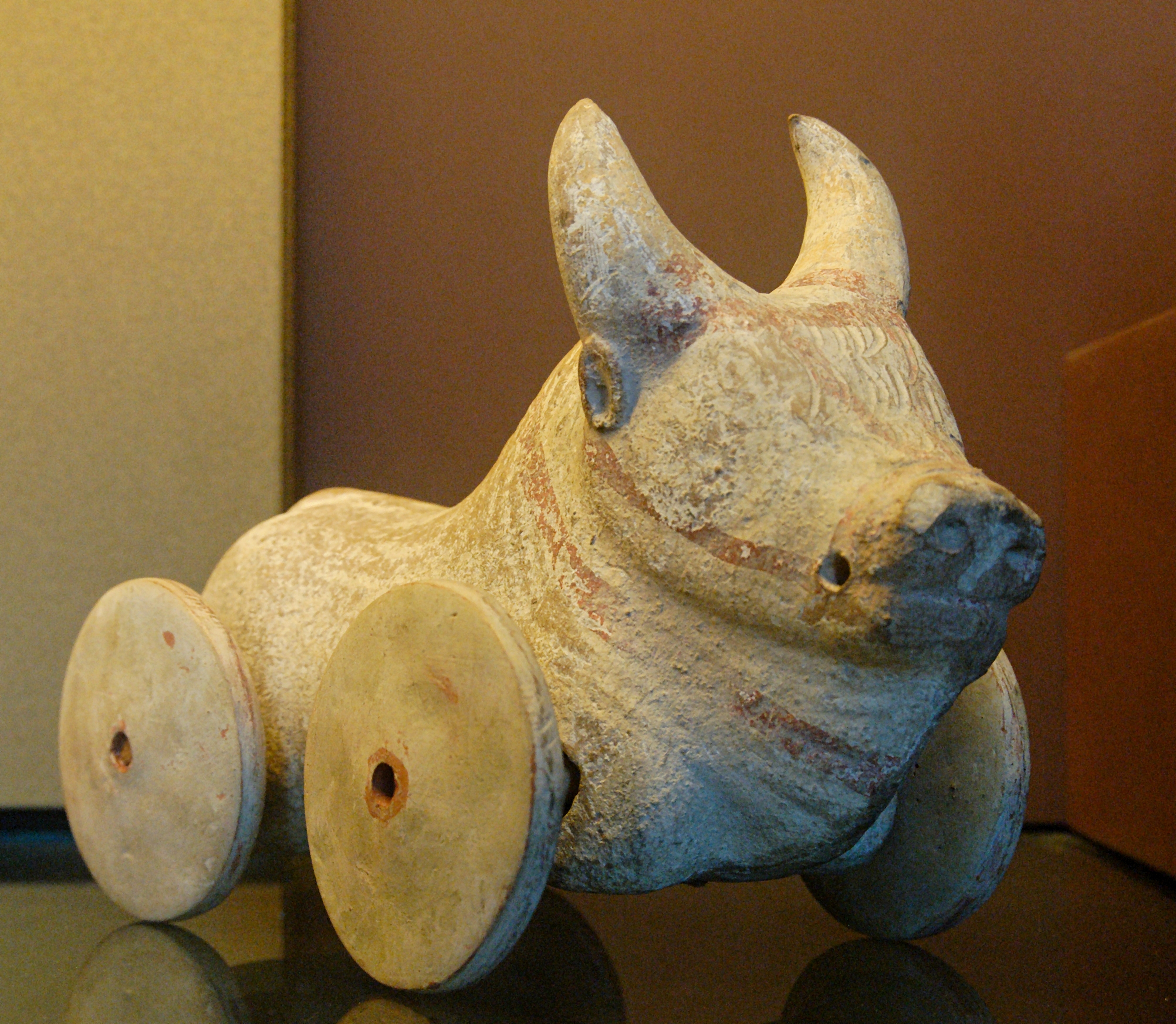
Buffle à roulettes, jouet d'enfant. Terre cuite, Grande Grèce, époque archaïque.
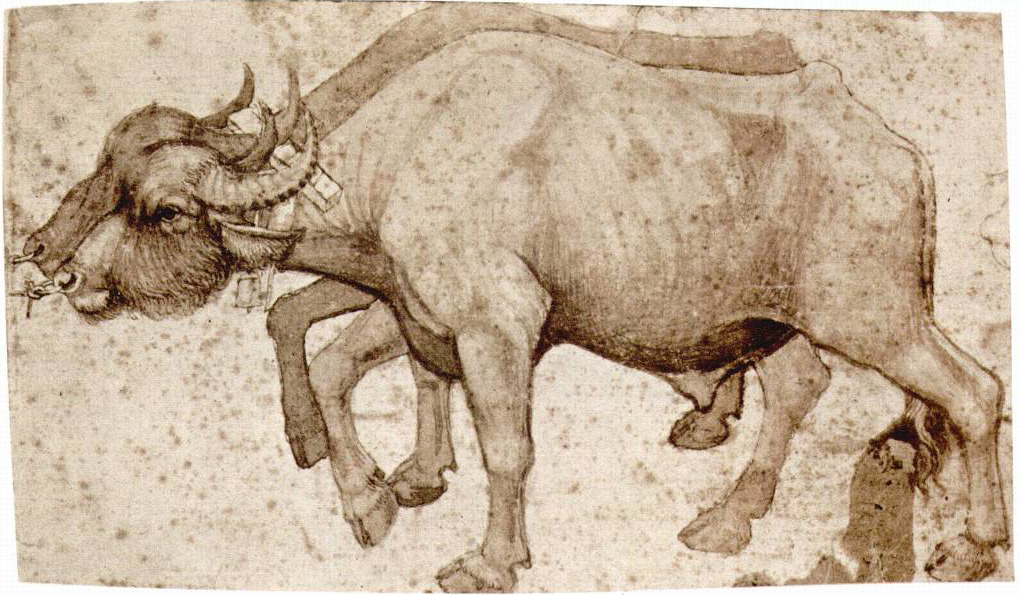
Buffles, par Pisanello (vers 1420-1440)
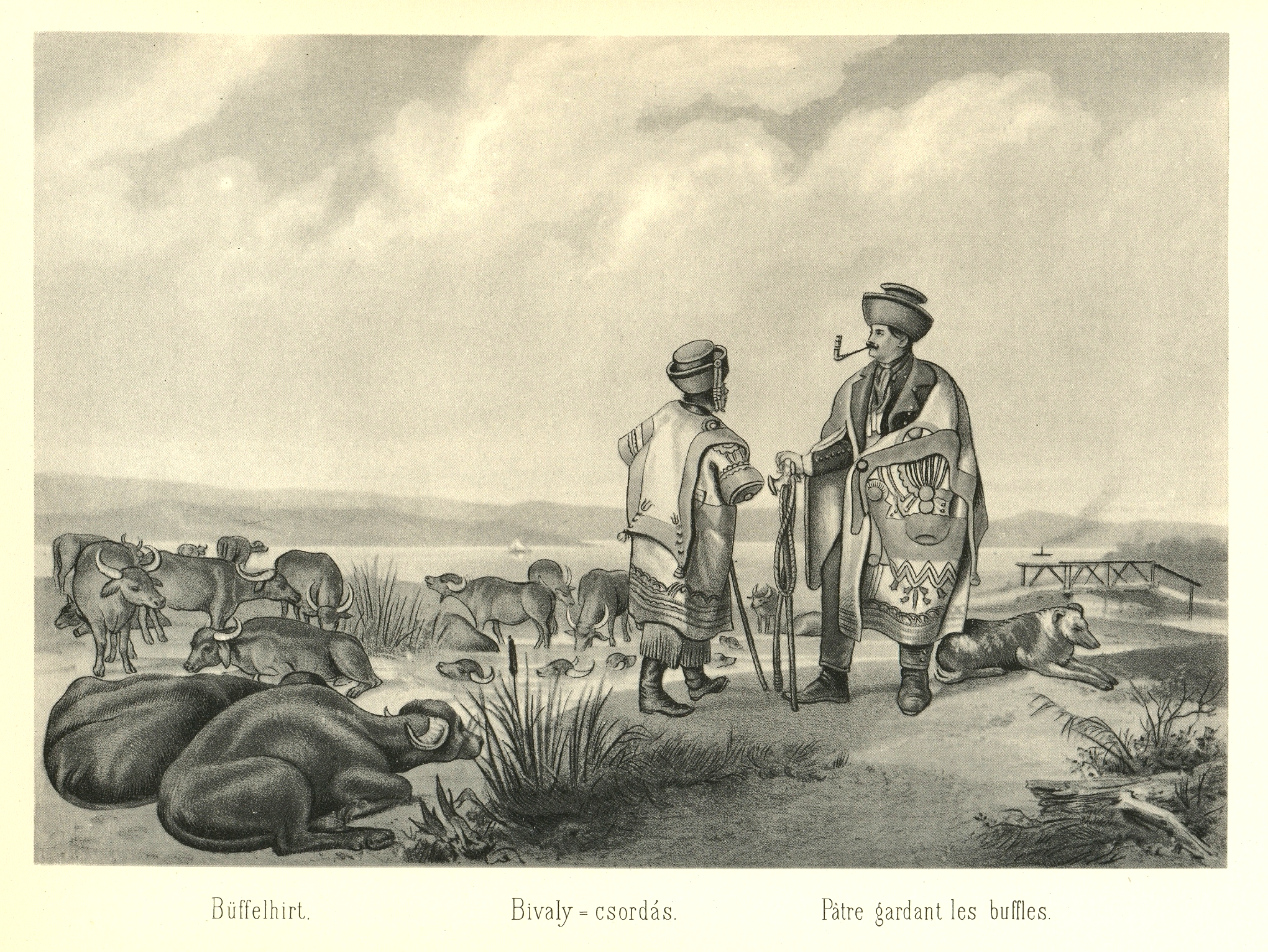
Csordás (« bouviers ») en Hongrie au XIXe siècle.
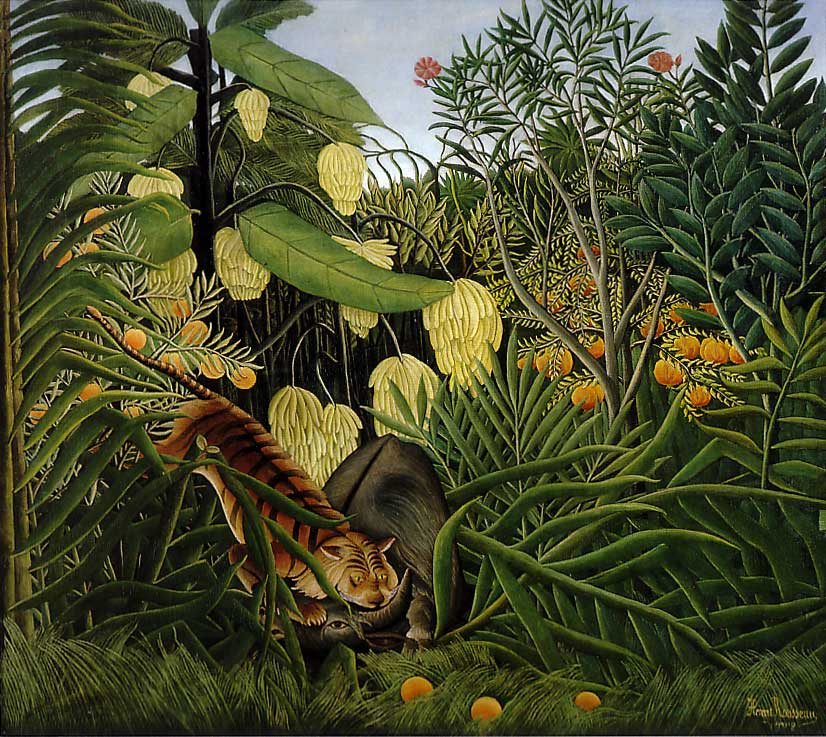
Combat d'un tigre et d'un buffle, par Henri Rousseau, 1908.